# Lovie Simone
Lovie Simone Oppong (New York, 29 novembre 1998) è un'attrice statunitense, nota principalmente per il ruolo di Zora Greenleaf nella serie televisiva Greenleaf.

## Biografia
Simone è nata a New York nel Bronx ed è cresciuta a Contea di Orange, New York. Sua madre è afroamericana e suo padre è ghanese. Simone ha frequentato la Monroe-Woodbury High School dal primo anno all'ultimo anno.

## Filmografia

### Cinema
- Monster, regia di Anthony Mandler (2018)[5]
- Share, regia di Pippa Bianco (2019)[6]
- Selah and the Spades, regia di Tayarisha Poe (2019)
- Il rito delle streghe (The Craft: Legacy)), regia di Zoe Lister-Jones (2020)[7]
- The Walk, regia di Daniel Adams (2022)
- 57 secondi (57 seconds), regia di Rusty Cundieff (2023)

### Televisione
- Greenleaf – serie TV (2016-2020)[8][9][10]
- Orange Is the New Black – serie TV, episodio 5x05 (2017)[11]
- Blue Bloods – serie TV, episodio 8x05 (2017)[12]
- Dicktown – serie TV, episodio 1x03 (2020)
- Social Distance – serie TV, episodio 1x08 (2020)
- Power – serie TV, 10 episodi (2021)

## Doppiatrici italiane
Nelle versioni in italiano delle opere in cui ha recitato, Lovie Simone è stata doppiata da:
- Sara Labidi in Greenleaf, Blue Bloods, Il rito delle streghe
- Emanuela Ionica in 57 secondi
- Roisin Nicosia in Share
- Beatrice Manfredi in Manhunt